# Henry Grace
Henry Grace, né le 20 mars 1907 et mort le 16 septembre 1983, est un décorateur ensemblier américain. 

## Biographie
Il a interprété le rôle de Dwight D. Eisenhower, à qui il ressemble beaucoup, dans Le Jour le plus long.

## Distinctions
Oscar des meilleurs décors

### Récompense
- Gigi (1958)[1]

### Nominations
- Graine de violence (1955)[2]
- La Mort aux trousses (1959)[3]
- La Ruée vers l'Ouest (1960)[4]
- Les Amours enchantées (1962)[5]
- M (1962)[5]
- L'École des jeunes mariés (1962)[5]
- La Conquête de l'Ouest (1962)[6]
- Le Motel du crime (1963)[6]
- La Reine du Colorado (1964)[7]
- Les Jeux de l'amour et de la guerre (1964)[7]
- Un coin de ciel bleu (1965)[8]
- Mister Buddwing (1966)[9]